# Втрачена спадщина (Гайнлайн)
Втрачена спадщина (англ. Lost Legacy) — науково-фантастична повість Роберта Гайнлайна. Твір опубліковано журналом Super Science Stories в листопаді 1941 під назвою «Lost Legion».
Пізніше включена до збірки: «Завдання у вічності» (1953).

## Сюжет
Дата подій не вказується, але події відбуваються найближчому майбутньому від часу написання твору, оскільки Емброузу Бірсу (народився 1842 року) виповнилось 100 років.
Сюжет розвивається навколо відновлення знань про надзвичайні ментальні властивості людської раси. Головні герої — дівчина-студент, лікар-хірург та професор психології Каліфорнійського університету. Вони протистоять намаганням корупційної еліти замовчати їхнє відкриття.
Також існує група людей, які потужно розвинули свої теленатичні та інші властивості, що утаємничено живуть на вершині гори Шаста. Вони можуть підключатись до сили), подібної як у «Зоряних війнах».
До цієї групи в свій час належали Марк Твен, Волт Вітмен та Олівер Вендел Голмс.
Частиною програми цієї групи є збереження Америки як бастіону свободи. Для цього вони надавали підтримку Аврааму Лінкольну.
Троє головних героїв, після їхнього спасіння Емброузом Бірсом, вирішують залишитись в поселенні цієї групи для тренувань.
Відповідно до записів знайдених адептами, людство досягло найвищого розвитку у золоту добу, але їхні лідери Юпітер та Одін вирішили перейти на нову площину існування, уступишви місце групі молодших лідерів, з якою вони конфліктували. Нові лідери почали використовувати ментальні здібності для своєї вигоди та панування.
Після великої війни між молодими лідерами та поневоленими народами, в якій континенти Му та Атлантида опустились на дно океанів, людство було відкинуте в кам'яну добу.
Головні герої вирішують поширювати знання про ментальні суперсили людей, зокрема тренуючи скаутів. Після того, як таємна організація противників розповсюдження древніх знань намагалась перешкодити їм, повсюди починаються ментальні двобої між учасниками груп і зрештою хороші виграють.
Історія закінчується ліричним описом покинутої людьми Землі, оскільки людська раса перейшла на нову площину існування. В цей момент одна з людиноподібних мавпа почала прокладати дорогу своєму виду до інтелекту на ментальних сил, які колись покорились людям.